# Gare de Haïvoron
La gare de Haïvoron  (ukrainien : Гайворон (станція)) est une gare ferroviaire située dans la ville de Haïvoron en Ukraine.

## Histoire

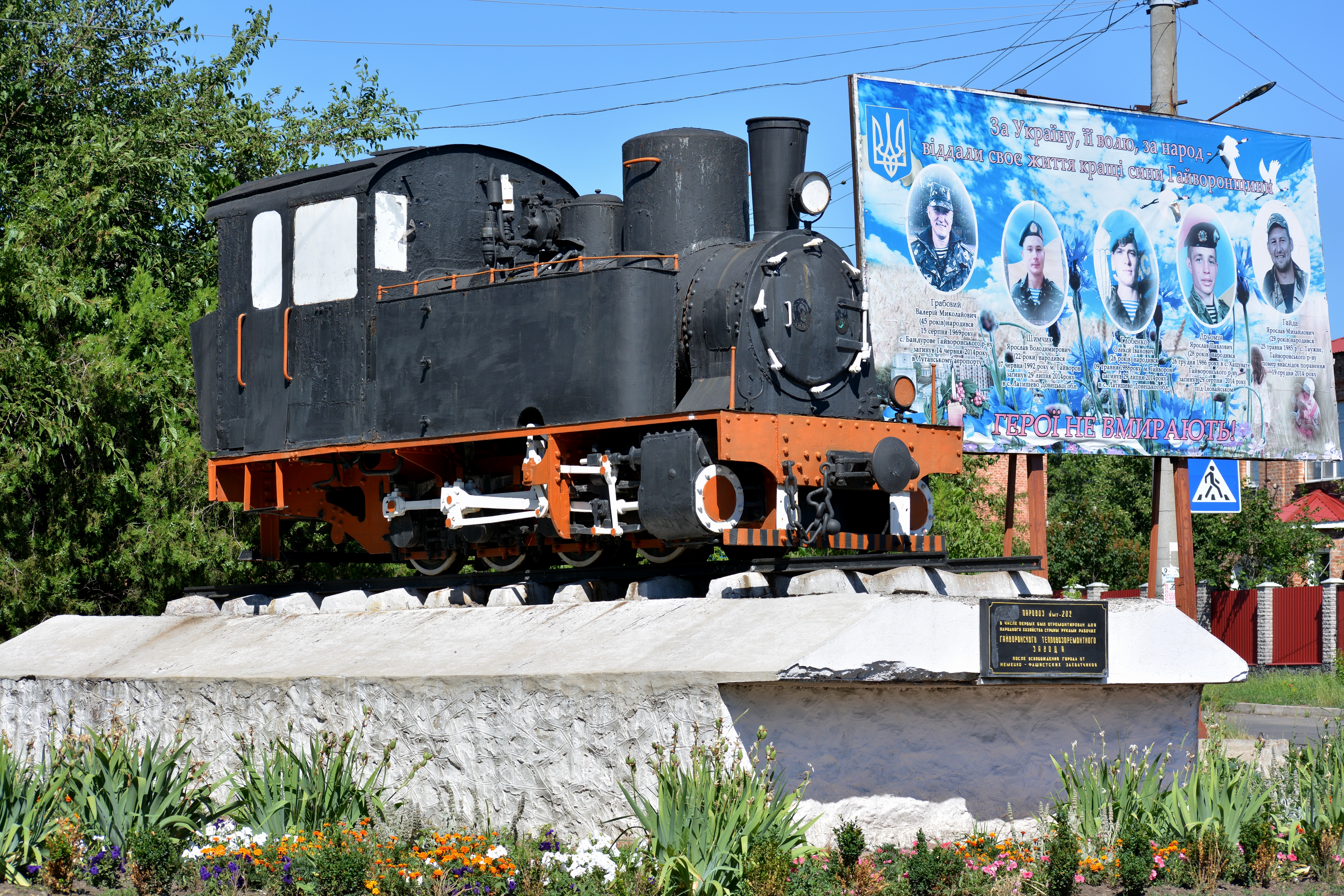
Une locomotive vapeur MT 202 classée
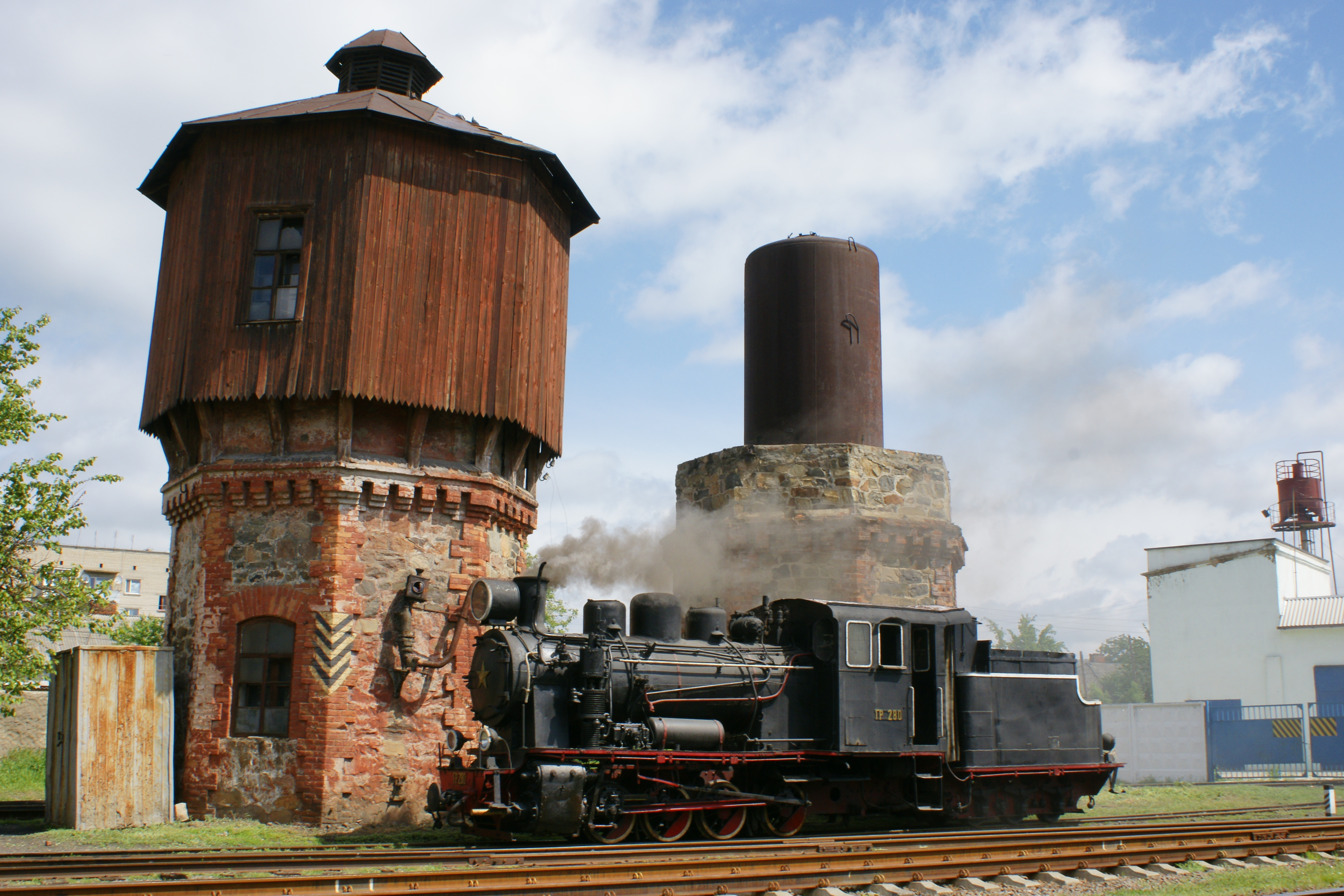
et son château d'eau.